# Gelig baardmos
Gelig baardmos (Usnea flavocardia) is een korstmossoort uit de familie Parmeliaceae. Het leeft op laanbomen. Hij leeft in symbiose met de alg Trebouxioid.

## Determinatie
Gelig baardmos is een struikvormig korstmos. Het thallus is stijf en bereikt een lengte van 1,5–5 cm. De vertakkingen zijn anisotomisch dichotoom en divergent. De basale delen zijn gelijk van kleur of bruinachtig zwart. De takken zijn cilindrisch tot onregelmatig, vaak gezwollen of fusiform, met laterale vertakkingen die niet duidelijk vernauwen bij de aanhechting. Soralen zijn meestal talrijk aanwezig, vaak groter dan de helft van de takdiameter.
Hij heeft de volgende kleurreacties: 
- cortex: K-, C-, KC-, P-
- medulla: K-, P- (alleen vetzuren) of P+ (donker oranje; norstictinezuur), P+ (donker geel; psorominezuur), C+, KC+ (intense gele kleur), K+ (langzaam geelachtig tot dof geel)

## Verspreiding
Gelig baardmos is in Nederland zeer zeldzaam. Het staat op de Nederlandse Rode Lijst in de categorie 'bedreigd'.